# Jonathan Evans-Jones
Jonathan Evans-Jones (* 20. Jahrhundert in Südwales) ist ein walisischer Violinist.
Jonathan Evans-Jones besuchte bis zum Alter von 16 Jahren die Yehudi Menuhin School in Surrey, sein Abitur absolvierte er in Norwich. Er schloss sein Musikstudium am King’s College in Cambridge 1978 ab und war danach auch zwei Jahre als Student in Freiburg im Breisgau eingeschrieben. 1980 bis 1986 war er Mitglied des English Chamber Orchestra, danach drei Jahre beim BBC Symphony Orchestra. Er beschloss die Selbstständigkeit und war ab da in zahlreichen Aufnahmen von Jazz bis Pop und auf Filmmusiken zu hören. Bekannte Soundtracks waren Madagascar, Kung Fu Panda, Shrek, World War Z, Twilight oder Billy Elliot – I Will Dance.
1997 spielte er in dem Film Titanic den Violinisten Wallace Hartley. Er trat dort zusammen mit dem Schweizer Quintett I Salonisti auf.